# Haplopharyngida
Haplopharyngida es un orden que pertenece al filo Platyhelminthes o platelmitos también llamados gusanos planos. Los haplopharyngidos son pequeños platelmintos de hasta 6 mm de longitud, con una probóscide y una faringe sencillas; La probóscide es independiente de la faringe y está situada a la zona inferior de la región anterior del cuerpo (lo que recuerda a la trompa de los nemertinos). Un solo género (Haplopharynx) con dos especies. Algunos los consideran como macrostómidos.